# Alouatta nigerrima
La scimmia urlatrice amazzonica (Alouatta nigerrima Lönnberg, 1941) è un primate platirrino della famiglia degli Atelidi, di recente scoperta.
Veniva un tempo considerata una sottospecie della scimmia urlatrice dalle mani rosse (Alouatta belzebul), come A. belzebul nigerrima.
È endemica del Brasile centrale, dove vive nella foresta pluviale amazzonica a sud del Rio delle Amazzoni: alcuni gruppi sono stati osservati in una piccola area anche a nord di tale fiume. Le aree di foresta vergine nella quale ama vivere, la rarità con la quale si vede e la relativa somiglianza e simpatria con altre specie di scimmia urlatrice ne hanno a lungo resa ignota l'esistenza.
Si distingue dalle altre specie di scimmie urlatrici per alcune differenze nel cranio (conformazione delle ossa zigomatiche e palatali) e per il colore del pelo, totalmente nero.